# Zumpano, Kalabrien
Zumpano är en ort och kommun i provinsen Cosenza i regionen Kalabrien i Italien. Kommunen hade 2 618 invånare (2018).